# Academia Real de Artes da Suécia

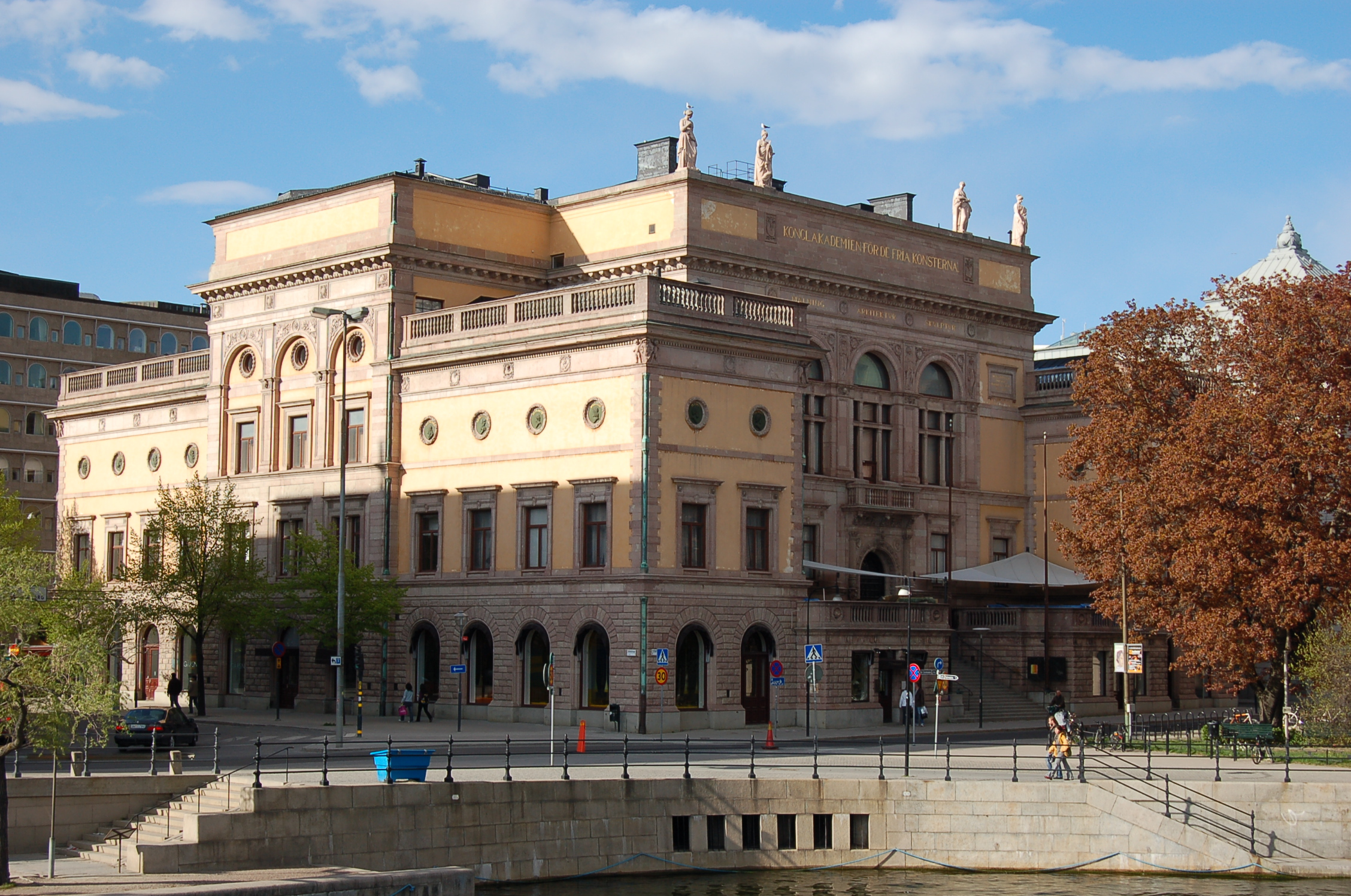
Academia Real de Artes da Suécia, Estocolmo

A Academia Real de Artes da Suécia (em sueco:  Kungliga Akademien för de fria konsterna) é uma das academias reais da Suécia fundada em 1773 pelo rei Gustavo III. A Academia é uma organização independente, que atua para promover a pintura, escultura, arquitetura e as outras artes visuais.
A Escola Real de Belas Artes de Estocolmo era antigamente parte da Academia. Em 1978,  foi desmembrada como uma entidade independente no âmbito do Ministério da Educação da Suécia.